# Das Ding aus einer anderen Welt (Computerspiel)
Das Ding aus einer anderen Welt (Originaltitel The Thing) ist ein Survival Horror Third-Person-Shooter-Computerspiel aus dem Jahr 2002, das von Computer Artworks entwickelt und von Vivendi Universal Games veröffentlicht wurde. Das Spiel ist inhaltlich eine Fortsetzung zu dem Film Das Ding aus einer anderen Welt (1982). Es erschien für Xbox, PlayStation 2 und Windows. 
2024 wurde ein Computerspiel-Remaster von Nightdive Studios für Xbox One, Xbox Series, Nintendo Switch, PlayStation 4, PlayStation 5 sowie Windows veröffentlicht.

## Handlung
Nach den Geschehnissen des Spielfilms von 1982 wird ein Suchtrupp aus Soldaten, Ärzten und Ingenieuren in die antarktische Forschungsstation entsandt, nachdem der Kontakt abgebrochen ist. Der Protagonist Captain Blake findet getötete Forscher und eine zerstörte Einrichtung vor. Das Team wird direkt von Monstern angegriffen, die unter der Kontrolle eines außerirdischen Wesens stehen. Da unklar ist, wer bereits infiziert wurde, sind angetroffene Überlebende zunächst argwöhnisch gegenüber dem Rettungstrupp.

## Spielprinzip
Um infizierte Personen aufzuspüren, kann der Spieler Bluttests durchführen, wobei die verfügbaren Spritzen hierfür limitiert sind. Simuliert wird zudem auch die Angst und Moral der Team-Mitglieder. Sehen diese zu viel blutverschmierte Räume, so können sie in Panik verfallen und verschießen dann die ebenfalls knappe Munition. Der Spieler kann durch Verabreichung eines Beruhigungsmittels diesen Zustand senken, wobei diese ebenfalls limitiert sind.

## Entwicklung
Für eine Machbarkeitsstudie wurde ein Level von Evolva in ein antarktisches Szenario umgestaltet und mit typischen Monstern versehen. Auch das Squad-basierte Gameplay stammte aus dem Vorgänger. Ursprünglich war geplant, dass sich alle Nicht-Spieler-Charaktere dem Team anschließen, aber diese Idee musste verworfen werden, da die Interaktionen zu kompliziert wurden. Die Simulation von Angst, Vertrauen und Infektion wurde wie geplant, wenn auch vereinfacht, umgesetzt. Die Infektion wird teils dynamisch, aber auch durch Skriptereignisse ausgelöst, um die Anzahl der Figuren zu senken und die Rahmenhandlung weiterzuführen. Für die Gesichter der Spielfiguren fotografierte das Entwicklerteam sich gegenseitig und verwendete diese als Texturen. Ein Nachfolger war geplant und wurde aufgrund der Schließung von Computer Artworks im Prototypstadium beendet.

## Zensur
Für den deutschen Markt wurde das Spiel stark zensiert. Blutlachen wurden entfernt, sodass Team-Mitglieder teils in Panik ausbrechen oder sich übergeben müssen, obwohl für den Spieler dies unersichtlich ist. Das Zerfetzen bei Beschuss wurde gegen eine weiße Rauchwolke ersetzt. Nach Explosionen verschwinden die 3D-Modelle. Animationen, wenn sich infizierte Team-Mitglieder verwandeln, wurde geschnitten, sodass diese abrupter erscheinen. In der Spielwelt sind zudem weniger entstellte Leichname oder Körperteile sichtbar. Zudem wurden die Todesanimationen menschlicher Gegner vereinfacht und Todesschreie entfernt. Dadurch, dass Team-Mitglieder keinen Suizid begehen können, ist der Schwierigkeitsgrad etwas geringer.

## Rezeption
Oliver Schultes von M! Games lobte die interaktive Fortsetzung des Horrorfilms, da es die Grundprämisse der Unsicherheit, ob Kameraden bereits infiziert sind, gut transportiere. Er lobte Optik, Soundtrack und das Eigenleben der Team-Mitglieder. Schwächen machte er im Leveldesign aus. Als störend empfand er das wenig intelligente Verhalten der Begleiter und unklare Missionsziele.
Thomas Weiss von PC Games bemängelte das primitive Verhalten Monster, die keine ernsthafte Bedrohung darstellten. Sein Kollege Harald Wagner bezeichnete das Spiel als technisch mittelmäßig. Es gäbe zu wenig Speicherpunkte, die Skriptereignisse seien vorhersehbar und die Handlung linear. Dennoch handele es sich um eine gut spielbare Horrorgeschichte. Das Management des eigenen Teams sei kurzweilig. Ahmet Iscitürk von PC Action gefiel das düstere Ambiente und die interessante Hintergrundgeschichte, die vor allem nicht einfach den Film nachahme, sondern einen Nachfolger inszeniere. Marcel Kleffmann von 4Players erkannte Spielelemente aus Half-Life wieder. Er lobte Grafik und Geräuschuntermalung sowie die zahlreichen Wendungen der Handlung.

### Auszeichnungen
- Game Developers Choice Awards: Game Innovation Spotlight Award[12]